# La Malédiction des colombes
La Malédiction des colombes (The Plague of Doves)  est un roman de la femme de lettres américaine d'origine amérindienne Louise Erdrich, publié en 2008. Il s'agit du douzième roman de l'auteure.

## Résumé
Evelina, une adolescente toujours joyeuse et pleine d'insouciance, prête son attention aux récits de son grand-père amérindien, témoin autrefois d'un drame. La jeune femme prend soudainement conscience de la société où elle vit et de l'injustice qui y sévit. La spoliation des Indiens, au cœur du récit, est vécue par les habitants de la réserve indienne du Dakota du Nord et de la petite ville voisine de Pluto, construite par des colons à la fin du XIXe siècle en plein territoire indien. Surgit dans la petite communauté « la malédiction des colombes » : les oiseaux dévorent les maigres récoltes à l'instar du passé qui dévore le présent. 

## Éditions françaises
- Albin Michel, coll. « Terres d'Amérique  », 2010,  (ISBN 978-2-226-21521-5)
- Le Livre de poche, 2012, n°32488  (ISBN 978-2-253-16660-3)